# Giải bóng chày chuyên nghiệp Hàn Quốc 2007
Giải bóng chày chuyên nghiệp Hàn Quốc 2007 là mùa thứ 26 trong lịch sử giải bóng chày chuyên nghiệp Hàn Quốc. Nhà vô địch của giải này là SK Wyverns.

## Tham dự
|                  | G   | W  | L  | D | Pct.  | GB   |
| ---------------- | --- | -- | -- | - | ----- | ---- |
| SK Wyverns       | 126 | 73 | 48 | 5 | 0.603 | 0.0  |
| Doosan Bears     | 126 | 70 | 54 | 2 | 0.565 | 4.5  |
| Hanhwa Eagles    | 126 | 67 | 57 | 2 | 0.540 | 7.5  |
| Samsung Lions    | 126 | 62 | 60 | 4 | 0.508 | 11.5 |
| LG Twins         | 126 | 58 | 62 | 6 | 0.483 | 14.5 |
| Hyundai Unicorns | 126 | 56 | 69 | 1 | 0.448 | 19.0 |
| Lotte Giants     | 126 | 55 | 68 | 3 | 0.447 | 19.0 |
| Kia Tigers       | 126 | 51 | 74 | 1 | 0.408 | 24.0 |

## Liên kết
- Website chính thức